# Râul Ratova
Râul Ratova este un curs de apă, afluent al râului Mortăuța.